# Osteuropamission International
Die OsteuropaMission International (OMI) ist eine überkonfessionelle christliche Hilfsorganisation, deren Ziel es ist, das Evangelium von Jesus Christus „mit allen Mitteln“ zu verbreiten.
Die Anfänge der Organisation liegen im Jahre 1967, als ein 19-jähriger niederländischer Christ, Kees van Olst († 1986), Bibeln in die damalige Tschechoslowakei schmuggelte. Kees, der den unter kommunistischer Herrschaft lebenden Christen helfen wollte, gründete 1974 eine Organisation mit dem Namen „Oosteuropazending“ (OEZ). Diese Organisation wuchs über die Grenzen Hollands hinaus. Unter anderem kam sie auch nach Deutschland, wo sie unter dem Namen „OstEuropamission International“ (OMI) als öffentliche Organisation anerkannt ist.
Hauptaufgabe sind die Ausbildung und Heranziehung von Mitarbeitern in:
1. Westeuropa: Deutschland, Belgien, die Niederlande und Großbritannien
2. Osteuropa: die Ukraine, Rumänien, Polen, Albanien, Ungarn, Serbien, Moldawien und anderen Gebieten.
3. Asien: insbesondere Israel und China
4. Diverse Länder in Afrika und Lateinamerika: Dort besonders im Bereich Ausbildung sowie materieller und finanzieller Hilfestellung.

Die OMI arbeitet in ihren nationalen und internationalen Aktivitäten eng mit dem holländischen Partner und 15 anderen Missionsstationen in verschiedenen Ländern zusammen. Diese Dachorganisation wird „Eastern European Outreach International“ (EEO int.) genannt. Zu den einzelnen Aktivitätsbereichen gehören:
1. „KSP“: Patenschaft eines Kindes über fünf Jahre mit dem Ziel der Selbstversorgung der Familie und Gottes Liebe weiterzutragen.
2. „Children's Relief“: Verschiedene Programme zur Wiedereingliederung und Sozialisierung von Kindern verschiedensten Alters, die entweder ausgesetzt sind, unter extrem schlechten Familienhintergründen leben, in großer Armut leben und deshalb nicht Kind sein dürfen u. ä.
3. „Barnabas-youth-department“: Ausrichtung von internationalen Jugendkonferenzen von 120 bis 160 Teilnehmern mit anschließendem Einsatz in verschiedenen selbstgewählten Ländern.